# Maximumrocknroll
Maximum Rocknroll (MRR) ist eines der auflagenstärksten Punk-Fanzines und neben Punk Planet und HeartattaCk prägend für die US-amerikanische Punk-Subkultur. Das in San Francisco erscheinende Heft erscheint seit über zwei Jahrzehnten in über 250 Ausgaben und bietet neben Interviews und Rezensionen auch ein weitgefasstes Spektrum an Kommentaren. Bereits seit seiner Frühzeit weigert sich das Heft, Bands vorzustellen, die auf einem Major Label veröffentlichen oder einen Vertriebsdeal mit einem solchen haben.

## Geschichte
MRR entstand aus einer gleichnamigen Radiosendung heraus, die in Berkeley gesendet wurde. Tim Yohannan veröffentlichte die erste Print-Ausgabe 1982 als Booklet zum Alternative-Tentacles-Sampler Not So Quiet On the Western Front, der 47 Bands aus Nevada und Nordkalifornien vorstellte.

## Inhalt
Ursprünglich konzentrierte sich Maximum Rocknroll auf Bands aus der Bay Area wie die Dead Kennedys oder MDC. Mittlerweile hat das Heft einen internationalen Fokus in der Berichterstattung und eine ebensolche Leserschaft. Neben den Kolumnen wird es vor allem dafür gelesen, dass es in den Rezensionen einen umfassenden Überblick darüber bietet, was gerade in der weltweiten Untergrund-Szene passiert.

## Autoren und Gewinne
Den Inhalt verfassen ehrenamtliche Schreiber, die weltweit angesiedelt sind. Ein Großteil der Produktion und Redaktion läuft ebenfalls auf ehrenamtlicher Basis. MRR sieht sich selbst als Non-Profit-Organisation. Die teilweise beträchtlichen Gewinne, die es mit Anzeigen erwirtschaftet, gehen an soziale Projekte wie 924 Gilman Street, einen der wichtigsten Punk-Clubs der Welt.

## Kritik
Kritik am Heft gab es zum einen, da ihnen immer wieder Bands und Labels eine zu elitäre und engstirnige Herangehensweise an Punk vorwarfen. Zum anderen vertrug sich die Dominanz, die MRR zeitweise in der Szene hatte, schlecht mit einer Ideologie, die jegliche Autoritäten aus Prinzip ablehnt – vor allem deshalb entstand Punk Planet als Abspaltung von Maximum RocknRoll. 